# Laccaria tetraspora
Laccaria tetraspora – gatunek grzybów z rodziny piestróweczkowatych (Hydnangiaceae).

## Systematyka i nazewnictwo
Pozycja w klasyfikacji według Index Fungorum: Laccaria, Hydnangiaceae, Agaricales, Agaricomycetidae, Agaricomycetes, Agaricomycotina, Basidiomycota, Fungi.
Po raz pierwszy takson ten opisał w 1947 r. Rolf Singer na Florydzie. Synonimy
- Laccaria tetraspora f. major Singer 1967
- Laccaria tetraspora var. major Singer ex Bon & Haluwyn 1984
- Laccaria tetraspora var. valdiviensis Singer 1967
- Laccaria tetraspora var. xena Singer 1967[2].

## Morfologia
Kapelusz o średnicy do 5 cm, czerwonawo-brązowawy, mocno blaknący, czasem z garbkiem pośrodku, nagi i gładki. Blaszki mięsistoczerwone. Trzon mięsistobrązowy, nagi lub włókienkowaty. Zarodniki 8,4–10,8 × 7,4–9,7 µm; Q = 1–1,2, kuliste, szkliste, pokryte kolcami.

## Występowanie i siedlisko
Podano stanowiska Laccaria tetraspora Ameryce Północnej, Środkowej i Południowej, w Europie i na Nowej Zelandii. W opracowanym w 2003 r. przez W. Wojewodę wykazie wielkoowocnikowych grzybów podstawkowych Polski brak tego gatunku, ale później podano jego stanowiska w Polsce.
Naziemny grzyb mykoryzowy. Wszystkie lakówki są jadalne, ale przez grzybiarzy rzadko zbierana z powodu małych rozmiarów.